# التدخل السعودي في الحرب الأهلية السورية
تدخل المملكة العربية السعودية في الحرب الأهلية السورية هو تدخل حكومة المملكة العربية السعودية في سوريا والصراع الدائر هناك منذ 2011م.

## الموقف من الاحتجاجات والمعارضة السورية
في عام 2011، خلال أحداث الربيع العربي تضررت العلاقات بين المملكة العربية السعودية وسوريا. وكان الملك عبد الله بن عبدالعزيز آل سعود أول زعيم عربي يدين بشار الأسد وحكومتة في أغسطس 2011 «بسبب طريقة حكومة بشار الأسد في التعامل مع المظاهرات المناهضة للحكومة».
نتيجة للحرب الأهلية السورية قامت المملكة العربية السعودية بسحب وفدها من بعثة حفظ السلام التابعة للجامعة الدول العربية من سوريا في 22 يناير 2012، وأغلقت سفارتها في دمشق في فبراير، وكذلك طردت السفير السوري وقامت المملكة العربية السعودية بدعم الجيش السوري الحر وفصائله. حيث أكدت صحيفة فاينانشال تايمز في مايو 2013، أن المملكة العربية السعودية أصبحت أكبر مزود أسلحة للجيش السوري الحر، وفصائل الثوار، حيث قامت المملكة العربية السعودية بشراء عدد كبير من الأسلحة اليوغوسلافية مثل ام79 اوسا المضاد للدبابات، و الإم60 من الجيش الكرواتي، وإدخالها إلى سوريا للمعارضة السورية، عن طريق الأردن جنوب سوريا وتركيا شمال سوريا. وبدأت الاسلحة بالوصول إلى المعارضة السورية، في ديسمبر 2012، والذي ساعد الجيش السوري الحر بكسب المعارك والسيطرة على بعض المناطق ضد الجيش السوري. وقيل أن شحنات الإسلحة السعودية أتت لمواجهة شحنات الأسلحة من الإيرانية لمساعدة الحكومة السورية. وبعد التدخل العسكري الروسي في الحرب الأهلية السورية قامت المملكة العربية السعودية بدعم الجيش السوري الحر بأسلحة نوعية وثقيلة من بينها مضاد للدبابات. وأكد المتحدث باسم وزارة الدفاع الأمريكية (البنتاغون) قيام القوات الأمريكية بالتعاون مع دول آخرى من بينها السعودية بعمليات عسكرية ضد داعش في سوريا، والعراق، وليبيا، وأفغانستان، ونيجيريا. لكن السعودية أعلنت أنها تشارك بقصف داعش في سوريا فقط ب 4 طائرات من نوع إف-15 إي سترايك إيغل وطائرة تايفون. وقامت الحكومة السعودية بتدريب المعارضة السورية المسلحة. في 17 أكتوبر 2016، أعلن وزير الخارجية السعودي عادل الجبير بأن المملكة العربية السعودية تعمل على زيادة دعم تسليح المعارضة المعتدلة في سوريا، وتعزيز نقل السلاح للمعارضة المعتدلة في حلب.

## الاستخبارات العامة

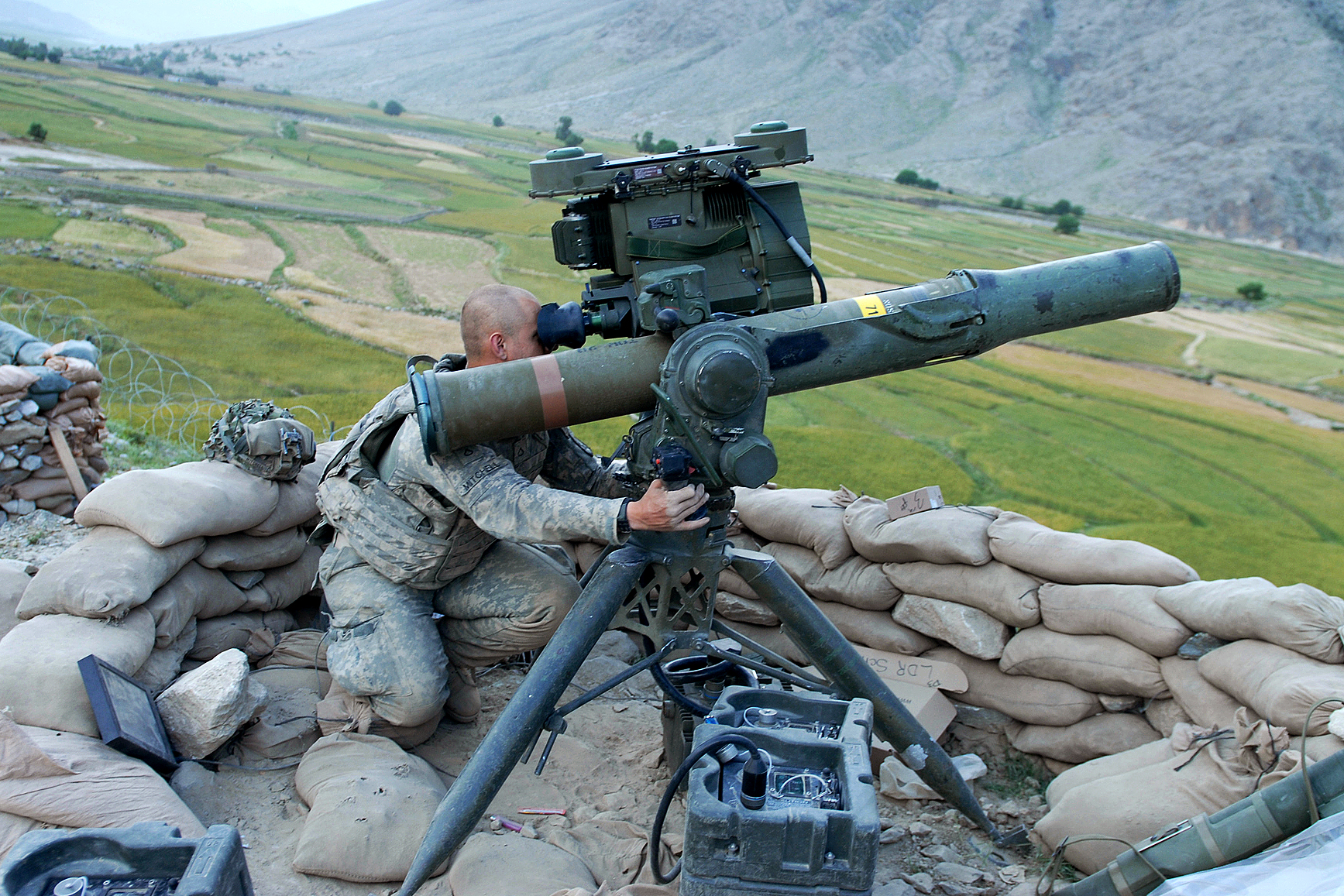
بي جي إم-71 تاو السلاح الرئيسي للمعارضة السورية.

في أغسطس 2013، ذكرت صحيفة وول ستريت جورنال ان رئيس الاستخبارات العامة الأمير بندر بن سلطان قد عين لقيادة جهود المملكة العربية السعودية للإطاحة بالرئيس السوري بشار الأسد. ووصفت وكالة الاستخبارات المركزية الأمريكية بإن هذا علامة على مدى جدية المملكة العربية السعودية للإطاحة بالرئيس السوري بشار الأسد. ووصف رئيس الاستخبارات العامة الأمير بندر بن سلطان بأنه «كالطائرة النفاثة من مراكز القيادة السرية بالقرب من خطوط الجبهة السورية إلى قصر الإليزيه في باريس والكرملين في موسكو سعيا للإطاحة نظام بشار الأسد». وبعد التوتر مع قطر على تزويد المعارضة السورية، حولت المملكة العربية السعودية جهودها من تركيا إلى الأردن في عام 2012، وبدأت بتطوير مرافق التدريب في الأردن، ويشرف عليها نائب وزير الدفاع سلمان بن سلطان. وفي أواخر عام 2012، بدأت الاستخبارات العامة ببذل مجهود عالي لإلزام وتذكير الولايات المتحدة بأن حكومة بشار الأسد تستخدم الأسلحة الكيميائية.

### برنامج تيمبر سيكامور
هو برنامج سري بين الاستخبارات العامة السعودية، ووكالة المخابرات المركزية الأمريكية لتسليح المعارضة السورية وتدريبهم. ووتولى الاستخبارات العامة السعودية تسليح المعارضة السورية والتمويل، أما وكالة المخابرات المركزية الأمريكية فمهمتها تدريب المعارضة السورية على الأسلحة، وعلى القتال. إنطلقت العملية في منتصف عام 2012، ولازالت العملية قائمه حتى الآن.ويقول مسؤولون في الإدارة الأميركية أن الاستخبارات العامة السعودية أمنت السلاح والمال، وفي المقابل قامت وكالة المخابرات المركزية الأمريكية بتأمين تدريب المسلحين السوريين على استخدام الأسلحة الخفيفة والصواريخ المضادة للدروع.

### الأسلحة اليوغوسلافية

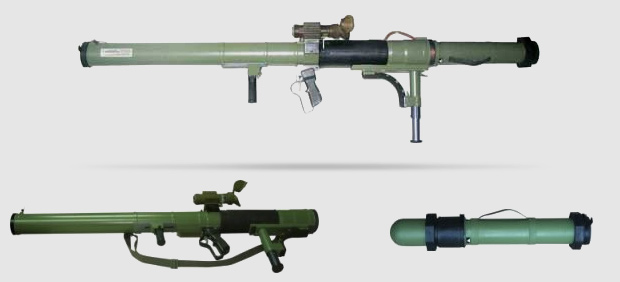
ام79 اوسا المضاد للدبابات تم شراءه من كرواتيا من قبل السعودية وإرساله للمعارضة السورية.

في ديسمبر 2012، تم نقل دفعات من الأسلحة الكرواتية الجديدة إلى المعارضة السورية، وتم تسليم الأسلحة عبر الحدود الأردنية جنوب سوريا، وعبر الحدود التركية في شمال سوريا. وشملت الأسلحة على ام79 اوسا المضاد للدبابات، وبنادق من نوع إم-60. ووفقا لصحيفة يوتارني ليست اليومية الكرواتية، أنه كان في مطار بليسو في زغرب بكرواتيا، يومي 14 ديسمبر و23 ديسمبر 2012، و 6 يناير، و 18 فبراير 2013، عدد كبير وبشكل غير عادي من طائرات إليوشن إي أل-76 التي تملكها الأردنية الدولية للشحن الجوي التابعة لسلاح الجو الملكي الأردني. وفي مطلع يناير 2013، شوهد مجموعة من الأسلحة اليوغوسلافية في معارك في منطقة درعا بالقرب من الأردن. وفي فبراير 2013، شوهدت مجموعة من الأسلحة اليوغوسلافية في مجموعة من فيديوات المنشورة من قبل المعارضة السورية الذين يقاتلون في حماة، وإدلب، وحلب. ونفت وزارة الخارجية الكرواتية، ووكالة صادرات الاسلحة الكرواتية بما يتعلق بشراء المملكة العربية السعودية أسلحة كرواتية.	ورفض المسؤولون السعوديون طلبات لإجراء مقابلات حول شحنات الأسلحة الكرواتية. لكن السفير الأمريكي في سوريا صرح بأن الصفقة تمت عام 2012، ممولة من السعودية. وشوهد أيضا خراطيش بندقية أوكرانية الصنع، وقنابل يدوية سويسرية الصنع، وبنادق بلجيكية الصنع، في أيدي المعارضة السورية، ولكن غير معروف مصدر الأسلحة لأن المملكة العربية السعودية أصرت على السرية، ورفضت التصريح حول الأسلحة.
تقارير الامم المتحدة، ووثائق تتبع الطائرات، وعقود الأسلحة، الكشف عنها استمر عاماً كاملاً بعد تحقيقات تشير إلى كيفية إرسال الاسلحة من البوسنة، وبلغاريا، وكرواتيا، وجمهورية التشيك، والجبل الأسود، وسلوفاكيا، وصربيا، ورومانيا. إلى سوريا منذ تصاعد الحرب الأهلية السورية في عام 2012، حيث وافقت الدول الثماني على تصدير اسلحة تقدر قيمتها ب1.2 مليار يورو إلى المملكة العربية السعودية. وأكدت هيئة الطيران الصربية أن 49 من الرحلات كانت تحمل أسلحةـ وذخائر. ومنذ صيف عام 2014، تظهر مراكز احصاء الاتحاد الاوربي تسليم الاف الاطنان من البضائع مجهولة الهوية إلى قواعد عسكرية في المملكة العربية السعودية وبعدها يتم توجيه الاسلحة التي اشترتها المملكة العربية السعودية إلى مراكز قيادة سرية في الأردن وتركيا. ثم يتم ادخال الأسلحة براً أو يتم اسقاطها بالطائرات من الجو.
منذ أغسطس 2015، شركة صناعة الجبل الأسود الدفاعية صدرت 250 طنا من الذخيرة و 10,000 أنظمة مضادة للدبابات إلى المملكة العربية السعودية بقيمة 2.7 مليون يورو، حيث أن السعودية لم تستخدم في تاريخها معدات من أوروبا الشرقية، أو معدات سوفيتيه. والأسلحة والذخائر المصدرة إلى السعودية من شركة صناعة الجبل الأسود الدفاعية في عام 2015، تعتبر من المخزونات وقديمة وعفا عليها الزمن ولن تستخدم بالمستقبل من قبل جيش الجبل الأسود. وصرح بيتر ويزمان من معهد ستوكهولم لأبحاث السلام الدولي،: «عندما تشتري السعودية، على وجه الخصوص، الأسلحة والذخيرة القديمة من أوروبا الوسطى، أفترض أنه لن تكون للقوات المسلحة السعودية». قاعدة بيانات الأمم المتحدة كشفت أن ما بين أغسطس 2015 ومايو 2016، تلقت المملكة العربية السعودية 32 طنا من الأسلحة المضادة للدبابات، و 250 طن من الذخيرة من الجبل الأسود، بما في ذلك قذائف الهاون والرصاص لمدافع مضاداة الطائرات.
دافع رئيس الوزراء الصربي ألكسندر فوتشيتش عن صادرات الأسلحة التي تُقدمها صربيا للمملكة العربية السعودية في وجه الانتقادات التي توجه له من قبل البعض. وعبّر في تصريحات أوردها موقع «بلقان إنسايت» عن سعادته الشديدة بمثل هذه الصفقات لأنها تدر عملة أجنبية لبلاده، مؤكدًا على أن المملكة العربية السعودية ليست على أي قائمة سوداء دولية. واعتبر أن صناعة الأسلحة تُمثل نعمة للاقتصاد الصربي والتي تدر الكثير، مضيفًا أنه يريد زيادة تلك الصناعة أكثر منذ ذلك لكي تدر المزيد من المال للاقتصاد الصربي.نص الصفحة.

### صواريخ التاو
قامت السعودية بتزويد المعارضة السورية بصوارخ أمريكية موجهه مضادة للدروع من نوع بي جي إم-71 تاو. وأدت صواريخ بي جي إم-71 تاو إلى خسائر فادحة بدبابات، ومدرعات الجيش العربي السوري. بسبب دقتها، ومداها. وتشير التقديرات أن المملكة العربية السعودية زودت المعارضة السورية بما يقارب 500 صاروخ من نوع بي جي إم-71 تاو من مخازنها.

### الخلاف بين السعودية والولايات المتحدة
اعترف رئيس الاستخبارات العامة الأمير بندر بن سلطان للدبلوماسيين أوروبيين أن حملة المملكة العربية السعودية ضد بشار الأسد قد فشلت. وألقى باللوم على حظر الولايات المتحدة ضد المزيد من التدخل العسكري بالقوة، وتعهد بتكثيف الدعم للمتمردين. ووصف مسؤولون أمريكيون كبار رئيس الاستخبارات العامة الأمير بندر بن سلطان بأنه «تائه» و «سَرِيعُ الغَضَب.»، جون كيري في اجتماعات خاصة مع مسؤولين امريكيين، وصفة بأنه «المشكلة» واشتكى سلوكه في تنسيق السياسة السعودية في سوريا، وفقا للمشاركين في الاجتماع. وبعد أن أعلن الرئيس باراك أوباما إلغاء المقترح الغارات الجوية الأمريكية على النظام السوري، العلاقات بين المملكة العربية السعودية والولايات المتحدة تدهورت إلى أدنى مستوى لها منذ عقود. الولايات المتحدة لمدة ثلاث سنوات ترفض الموافقة على الفكرة السعودية المقترحة لتزويد المعارضة بمدفعية مضادة للطائرات وأسلحة ثقيلة أخرى للمتمردين، وشكا مسؤولون سعوديون بمرارة من القيود التي تضعها الولايات المتحدة. السعوديين يخططون الآن لتوفير المتمردين بصواريخ تطلق من على الكتف، أو منظومات الدفاع الجوي المحمولة، التي يمكن اسقاط طائرات وصواريخ مضادة للدبابات، ويقول مسؤولون أمريكيون انهم لم يعطوا المسؤولين السعوديين الضوء الأخضر للمضي قدما في خطط تقديم صواريخ تطلق من على الكتف التي يمكن من خلالها اسقاط الطائرات.

### سرقة الأسلحة
ذكرت صحيفة نيويورك تايمز نقلا عن مسؤولين أمريكيين وأردنيين أن أفرادا بالمخابرات الأردنية سرقوا أسلحة أرسلتها وكالة المخابرات المركزية الأمريكية، والاستخبارات العامة السعودية إلى الأردن لمقاتلي المعارضة السورية وقاموا ببيعها لتجار سلاح في السوق السوداء. وقال تحقيق مشترك لنيويورك تايمز والجزيرة إن بعضا من الأسلحة المسروقة استُخدم في إطلاق نار في نوفمبر الذي أدى إلى قتل أمريكيين اثنين وثلاثة آخرين في منشأة تدريب للشرطة في عمان[ ؟ ]. وقالت الصحيفة نقلا عن مسؤولين أمريكيين وأردنيين إن الأسلحة التي استُخدمت في إطلاق النار كانت قد وصلت أصلا إلى الأردن من أجل برنامج تدريب مقاتلي المعارضة السورية. وإن سرقة هذه الأسلحة التي انتهت قبل أشهر بعد شكاوى من الحكومتين الأمريكية والسعودية أدت إلى توافر كم كبير من الأسلحة الحديثة في السوق السوداء لتجارة السلاح. ونقلا عن مسؤولين أردنيين إن الضباط الأردنيين الذين كانوا جزءا من الخطة «حققوا ربحا غير متوقع» من بيع الأسلحة واستخدموا هذه الأموال في شراء أجهزة آي فون وسيارات رياضية وسلع كمالية أخرى.

## التدخل العسكري الروسي في سوريا
لم ينقطع الدعم السعودي للمعارضة السورية بعد التدخل العسكري الروسي في سوريا ولكنه زاد بشكل كبير ومكثف، حيث قدمت أسلحة نوعية مثل مضادات الدروع للمعارضة السورية، من أجل تقوية موقف المعارضة ضد هجمات الجيش السوري المدعوم من القوات الجوية الروسية. وتسبب الدعم السعودي للمعارضة السورية في عرقلة العمليات العسكرية للقوات السورية وحلفائها.

## الحكومة السورية
أشار ولي العهد السعودي الأمير محمد بن سلمان إلى أن تقوية حكم الأسد في مصلحة الرئيس السوري نفسه وروسيا أيضًا، موضحًا أن ذلك سيمنح موسكو النفوذ المباشر في سوريا، وليس عبر إيران، وتابع: «هذه المصالح قد تقلل من نفوذ إيران بشكل ملموس، لكننا لا نعرف إلى أي مدى، لكن بشار لن يرحل الآن، ولا أعتقد أنه سيترك السلطة دون حرب، ولا أعتقد أنه يوجد من يريد أن تبدأ هذه الحرب، لأنها ستسفر عن مجابهة بين روسيا والولايات المتحدة، ولا يسعى أحد إلى ذلك». وقال الأمير محمد بن سلمان في مقابلة مع مجلة تايم الأمريكية: «بشار باقً» (في السلطة)، معربًا عن اعتقاده أنه ليس من مصلحة الرئيس السوري «ترك الإيرانيين يفعلون ما يحلو لهم» في سوريا.
يدعي موقع العربي الجديد أن السعودية قد ضغطت على المعارضة السورية للقبول بوجود بشار الأسد في السلطة والتفاوض مع النظام بناءً على ذلك، وحاولت إدخال بعض عناصر المعارضة الداخلية ضمن وفود التفاوض وهذه هي مطالب روسيا والحكومة السورية لكن المعارضة السورية رفضت الضغط السعودي عليها.

## القوات الكردية
من بداية 2018 وبعد أن فقدت جماعات المعارضة الأراضي التي تسيطر عليها لصالح قوات النظام السوري، بدأت المملكة العربية السعودية محادثات مع الفصائل العربية المنظمة لقوات سوريا الديمقراطية، وبعد اقتراح الرئيس الأمريكي ترامب إنهاء الوجود العسكري الأمريكي في سوريا ليحل محلها قوة عربية تتكون من المملكة العربية السعودية وقطر والإمارات العربية المتحدة ومصر التي قدمت رفضها للفكرة لاحقًا، قامت السعودية بالتنسيق مع الولايات المتحدة لدعم قوات سوريا الديمقراطية. إدعت وكالة الأناضول التركية بأن المملكة العربية السعودية انشأت مراكز تدريب تقدم مجندين جدد لقوات سوريا الديمقراطية، وكل منتسب لهذه القوات سيحصل على مبلغ 200 دولار شهريًا، حيث تم إنشاء نقاط اتصالات وارتباط في القامشلي والحسكة لاستقبال وتسيير أمور المنتسبين.
كما أشارت موقع إخبارية تركية بأن ثلاثة مستشارين عسكريين سعوديين، قد زاروا القاعدة الأمريكية في خراب عشك جنوبي مدينة عين العرب «كوباني»، حيث التقوا مسؤولين في قوات سوريا الديمقراطية، وحزب العمال الكردستاني، وحزب الاتحاد الديمقراطي، من أجل تأسيس وحدات عربية في المنطقة نواتها قوات الصناديد -إحدى فصائل قوات سوريا الديمقراطية -، كما ادعت تقديم السعودية مساعدات عسكرية وطبية للقوات الكردية في سوريا، فيما لم يصدر أي تصريح رسمي من الحكومة السعودية حول المساعدات.
زار وزير الدولة السعودي لشؤون الخليج العربي ثامر السبهان في أكتوبر 2017، محافظة الرقة في سوريا، التي يسيطر عليها قوات سوريا الديمقراطية، والتقى مسؤولين أمريكيين فيها، كذلك التقى بالمجلس المدني لمدينة الرقة في عين عيسى، وأجرى عدة اجتماعات مع مسؤولي المدينة للإطلاع على الأوضاع الأمنية والاقتصادية.
أعلنت السعودية تقديم 100 مليون دولار كمساهمة لصالح التحالف الدولي للمساعدة في إعادة الاستقرار إلى المناطق في شمال شرقي سوريا الي تقبع تحت سيطرة قوات سوريا الديمقراطية والتي حررت من تنظيم داعش. وبيّنت السعودية أن المبلغ المالي سيوجه لإعادة إحياء المجتمعات في مناطق مثل الرقة، ولتمويل إعمار الأحياء المدمرة والخدمات الصحية والزراعة والكهرباء والمياه والتعليم والمواصلات. وأوضحت أن المساهمة ستساعد في عودة النازحين إلى بيوتهم ومنع عودة عناصر «داعش» إلى المناطق المحررة وتهديد سوريا أو جيرانها، أو التخطيط لشن هجمات ضد المجتمع الدولي.

## الحرب على داعش
أكد المتحدث باسم وزارة الدفاع الأمريكية (البنتاغون) قيام القوات الأمريكية بالتعاون مع دول آخرى من بينها السعودية بعمليات عسكرية ضد داعش في سوريا. وأعلنت السعودية أنها تشارك بعمليات عسكرية داعش في سوريا ب 4 طائرات من نوع إف-15 إي سترايك إيغل وطائرة تايفون.

### التدخل البري
في مطلع شهر فبراير 2016، قال العميد الركن أحمد عسيري مستشار وزير الدفاع السعودي الأمير محمد بن سلمان آل سعود بأن الحكومة السعودية على استعداد لإرسال قوات سعودية بريّة في سوريا لمحاربة تنظيم الدولة الإسلامية. ورحب البيت الأبيض والبنتاجون (وزارة الدفاع الأمريكية) بالعرض السعودي وقالوا بأنه قيد الدراسة والتشاور من قبل وزير الدفاع الأمريكي مع نظرائه وزراء الدفاع الأخرين في الدول المشاركة في التحالف الدولي ضد داعش في اجتماع سيعقد في العاصمة البلجيكية بروكسل. وأكد وزير الخارجية السعودي عادل الجبير أن المملكة العربية السعودية مستعدة لإرسال قوات خاصة إلى سوريا في حال قرر التحالف إنزال قوات برية لمحاربة «داعش» هناك. وفي بروكسل بمقر حلف الناتو أعلن العميد أحمد عسيري[ ؟ ]، المستشار في مكتب وزير الدفاع في السعودية، والمتحدث باسم التحالف العربي الذي تقوده السعودية، إن قرار السعودية إرسال قوات برية إلى سوريا لمحاربة داعش، نهائي ولا رجعة فيه. ولم يبق سوى النقاش حول آلية وطريقة تنفيذ هذه المشاركة.